# 湘潭卫生学校
湘潭卫生学校座落在湘潭市和平路58号，于2004年并入湘潭职业技术学院。  

## 历史沿革
学校前身为湖南私立广德高级护士学校，创办于1915年。1958曾升格为湘潭医学专科学校，但1968年后降为中专级的卫生学校。1995年被评为首批“湖南省重点普通中专”；2000年起开始举办高等职业技术教育；2004年并入湘潭职业技术学院。